# Gobernación de Dacalia
Dacalía (en árabe: الدقهلية‎ ād-Daqahliyyah) es una gobernación egipcia situada al noreste de El Cairo. Su superficie es de 3470 km² y tiene una población de alrededor de cinco millones de habitantes. La capital de Dacalia es El Mansurá, y otras ciudades importantes son Mit Ghamr, Bilqas, y Manzalah. 
Esta provincia es célebre por ser la cuna de los egipcios más afamados en los campos de la ciencia, la ingeniería, la medicina y las artes. El Centro de Urología y Nefrología de la Facultad de Medicina en la Universidad de El Mansurá es considerado el mejor de África.

## Demografía
| Población Histórica de la Gobernación de Dacalia | Población Histórica de la Gobernación de Dacalia | Población Histórica de la Gobernación de Dacalia |
| Año                                              | Habitantes                                       | Censo de Población                               |
| ------------------------------------------------ | ------------------------------------------------ | ------------------------------------------------ |
| 1986                                             | 3 500 470                                        | Censo egipcio de 1986                            |
| 1996                                             | 4 223 338                                        | Censo egipcio de 1996                            |
| 2006                                             | 4 989 997                                        | Censo egipcio de 2006                            |
| 2017                                             | 6 492 381                                        | Censo egipcio de 2017                            |
| 2020                                             | 6 819 509                                        | Estimaciones del CAPMAS                          |
| 2027                                             | -                                                | Censo egipcio de 2027                            |

## Regiones con población estimada en julio de 2017
- Ajā 538,484
- Al-Jamāliyah 138,291
- Al-Kurdy 39,585
- El Mansoura 621,439
- Al-Manzilah 360,649
- Al-Maṭariyah 178,857
- As-Sinbillāwayn 567,560
- Banī Ubayd 131,492
- Bilqās 531,203
- Dikirnis 353,820
- Jamaṣah 3,922
- Maḥallat Damanah 61,835
- Minyat an-Naṣr 267,431
- Mīt Ghamr 663,369
- Mīt Salsīl 73,417
- Nabarūh 283,034
- Shirbīn 427,866
- Ṭalkhā 392,383
- Timay al-Imdīd 198,049

## División administrativa
La gobernación de Dakahlia se divide en 16 regiones (Markaz) y tres ciudades:
Regiones (Marakez)
- Al Manzalah
- Al Matariyyah
- Al Gammaliyyah
- Meit Salseel
- Menyat Al Nasr
- Dikirnis
- Bani 'Ebeid
- Temayy Al Amdeed
- Al Senbellawein
- Mahallat Damanah
- Al Mansoura
- Aga
- Meit Ghamr
- Belqas
- Sherbeen
- Talkha

Ciudades:
- Gamasa (en Belqas)
- Al Kurdi (en Minyat Al Nasr)
- Nabarowh (en Talkha)